# Майлино (Абайская область)
Майлино (каз. Майлин) — село в Аягозском районе Абайской области Казахстана. Административный центр Майлинского сельского округа. Код КАТО — 633467100.

## Население
В 1999 году население села составляло 725 человек (373 мужчины и 352 женщины). По данным переписи 2009 года, в селе проживало 555 человек (277 мужчин и 278 женщин).